# Lijst van beschermd erfgoed in de gemeente Mondorf-les-Bains
In deze lijst van beschermd erfgoed in de gemeente Mondorf-les-Bains zijn alle geclassificeerde nationale monumenten van de Luxemburgse gemeente Mondorf-les-Bains opgenomen.

## Monumenten per plaats

### Mondorf-les-Bains
| Object | Bouwjaar/architect | Locatie                            | Datum beschermd?       | Coördinaten                    | Afbeelding |
| --- | ------------------ | ---------------------------------- | ---------------------- | ------------------------------ | ---------- |
| Gebouw |                    | avenue Dr. Ernest Feltgen 1        | 13 april 2012 (MN)     | 49° 30' 15" NB, 49° 30' 15" OL |            |
| Huizen in de stijl van de jugendstil, gebouwd door de industrieel Charles Bettendorf |                    | avenue des Bains 8, 10, 12, 14, 16 | 17 januari 1984 (IS)   |                                |            |
| Gebouw: huizen in jugendstil |                    | avenue des Bains 8, 10, 12, 14, 16 | 17 januari 1984 (IS)   |                                |            |
| Gebouw |                    | avenue des Bains 32                | 11 november 2009 (IS)  |                                |            |
| Gebouw |                    | avenue des Bains 30                | 28 april 2010 (IS)     |                                |            |
| Huis |                    | route de Luxembourg 52             | 6 mei 2004 (IS)        |                                |            |
| De laan van oude perenbomen «Neelchesbiren», die zich uitstrekt over een lengte van 1350 meter langs de landweg vertrekkende van de kruising van de CR152 en 150, op het grondgebied van de gemeente Burmerange, tot in het noordnoordoosten op de kruising met een landweg uit Elvange, weg richting het westnoordwesten naar de kruising van de wegen rue Belle Vue, rue des Martyrs en rue Klenge-Park op het grondgebied van de gemeente Mondorf-les-Bains. |                    |                                    | 17 september 2001 (IS) |                                |            |
| voormalig postgebouw |                    | ave. François Clement 25           | 27. Januar 2012 (IS)   | 49° 30' 18" NB, 6° 16' 31" OL  |            |

## Bron
- Liste des immeubles et objets classés monuments nationaux ou inscrits à l'inventaire supplémentaire